# Na rozdrożu
Crossroads (pol. Na rozdrożu lub Zaginiony blues) – film wyreżyserowany w 1986 roku przez Waltera Hilla.

## Opis
Film nawiązujący do tradycji bluesa. Utrzymana w nastrojowym tonie opowieść została zainspirowana historią życia znanych bluesmanów: Williego Browna i Roberta Johnsona. Występowali razem w Memphis na początku lat 30. Ich muzyka odznaczała się niesłychaną ekspresją. Robert Johnson był postacią otoczoną legendą; w jego biografii barwne fakty przeplatają się z licznymi mitami. Zginął w bliżej niewyjaśnionych okolicznościach w 1938 roku. Pozostawił po sobie 29 niezapomnianych utworów. Niektórzy twierdzą, że była jeszcze trzydziesta, zaginiona melodia.
Punktem wyjścia dla twórców filmu stał się ów zaginiony blues. Tę nieznaną melodię stara się odnaleźć 17-letni Eugene. Utalentowany muzycznie młodzieniec studiuje w słynnej nowojorskiej Juilliard School. Bardziej jednak interesuje się bluesem niż muzyką poważną. Eugene odnajduje w szpitalu w Harlemie starego, schorowanego bluesmana, Williego Browna. Przy jego pomocy chce odszukać zaginioną piosenkę. Razem z Williem wyrusza w fascynującą podróż do Missisipi, kolebki bluesa. W drodze poznają Frances, młodą dziewczynę, która uciekła z domu. Przez nią popadają w tarapaty, jednak wreszcie udaje się im dotrzeć do celu.

## Obsada
- Ralph Macchio jako Eugene Martone
- Jami Gertz jako Frances
- Joe Seneca jako Willie Brown
- Tim Russ jako Robert Johnson
- Wally Taylor jako O.Z
- Al Fann jako Pawnbroker
- Steve Vai jako Jack Butler
- Gretchen Palmer jako tancerka
- Allan Arbus jako doktor Santis
- John Hancock jako szeryf Tilford
- Harry Carey Jr. jako Bartender
- Dennis Lipscomb jako Lloyd
- Joe Morton asystent jako Scratch'a
- Tex Donaldson jako John McGraw
- Robert Judd jako Scratch
- JoMarie Payton jako Jookhouse Woman